# Sol Invictus (gruppo musicale)
I Sol Invictus erano un gruppo musicale neofolk britannico fondato da Tony Wakeford nel 1987. Wakeford è stato l'unico membro costante del gruppo fin dalla sua nascita, anche se numerosi musicisti hanno contribuito e collaborato con Wakeford sotto lo pseudonimo Sol Invictus nel corso degli anni.

## Storia
Prima di fondare i Sol Invictus, Tony Wakeford è stato membro del gruppo punk Crisis. Dopo lo scioglimento della band, insieme ai compagni Douglas Pearce e Patrick Leagas, ha cofondato i Death in June.
All'inizio del 1984, Wakeford era un sostenitore del Fronte Nazionale (Regno Unito) e fu espulso dai Death in June per "aver portato le sue inclinazioni di destra all'interno del gruppo".
Successivamente formò Above the Ruins, una band post-punk divenuta controversa per le sue associazioni con la destra politica.
Nel 1987 Wakeford prese le distanze da queste posizioni e fondò i Sol Invictus, ispirandosi nel nome a un culto pre-cristiano.
Nel 1990 fondò la propria etichetta discografica, Tursa. Distribuita dalla World Serpent Distribution, Tursa pubblicò numerosi album dei Sol Invictus, a partire da Trees in Winter. Dopo la dissoluzione della World Serpent nei primi anni 2000, la distribuzione degli album del gruppo passò all’etichetta Cold Spring.
A causa delle passate affiliazioni politiche di Wakeford, i Sol Invictus sono stati accusati di neo-fascismo. Inizialmente Wakeford negò di essere stato membro del Fronte Nazionale e degli Above the Ruins, ma successivamente ammise di aver fatto parte di entrambi. Nel 2007 ha descritto la sua adesione al Fronte Nazionale come "probabilmente la peggiore decisione della mia vita".

## Formazione

### Ultima formazione
- Tony Wakeford
- Renee Rosen
- Caroline Jago
- Lesley Malone
- Eilish McCraken

### Ex componenti
- Ian Read
- Liz Gray
- Gary Smith
- Karl Blake
- Leithana
- Eric Rodgers
- Sarah Bradshaw
- Nick Hall
- Céline Marleix-Bardeau
- Nathalie Van Keymeulen
- David Mellor
- Andrew King
- Guy Harries
- M
- Lloyd James

## Discografia

### Album in studio
| Anno | Titolo                                            | Formato                                                       | Etichetta                                |
| ---- | ------------------------------------------------- | ------------------------------------------------------------- | ---------------------------------------- |
| 1987 | Against the Modern World                          | Mini-EP                                                       | L.A.Y.L.A.H. Antirecords                 |
| 1989 | In the Jaws of the Serpent                        | Live LP                                                       | S.V.L. Records                           |
| 1990 | Lex Talionis                                      | LP, parte del box set con i Current 93 e gli Nurse with Wound | Cerne                                    |
| 1990 | Lex Talionis                                      | CD                                                            | Tursa                                    |
| 1991 | Trees in Winter                                   | CD/LP                                                         | Tursa                                    |
| 1991 | The Killing Tide                                  | CD/LP                                                         | Tursa                                    |
| 1992 | King & Queen                                      | CD                                                            | Tursa                                    |
| 1992 | Let Us Prey                                       | Live CD                                                       | Tursa                                    |
| 1992 | The Day Of Dawn                                   | Live CD con i Death in June e i Current 93                    | World Serpent                            |
| 1994 | Death of the West                                 | CD                                                            | Tursa                                    |
| 1994 | Black Europe                                      | CD                                                            | World Serpent                            |
| 1995 | In the Rain                                       | CD                                                            | Tursa                                    |
| 1997 | The Blade                                         | CD                                                            | Tursa                                    |
| 1998 | In Europa                                         | CD                                                            | Tursa                                    |
| 1999 | In a Garden Green                                 | CD                                                            | Tursa                                    |
| 2000 | Trieste                                           | CD                                                            | Tursa                                    |
| 2000 | The Hill of Crosses                               | CD                                                            | Tursa                                    |
| 2001 | Brugge                                            | Live concert, 1996-02-03                                      | Tursa                                    |
| 2001 | Bringing Light And Darkness                       | 12" con :Of The Wand & The Moon:, Matt Howden e gli Unveiled  | Bragagild                                |
| 2002 | Thrones                                           | CD                                                            | Tursa                                    |
| 2005 | The Devil's Steed                                 | CD                                                            | Dark Vinyl Records, Tursa                |
| 2006 | A Mythological Prospect Of The Citie Of Londinium | CD con i Rose Rovine E Amanti e Andrew King                   | Cold Spring                              |
| 2011 | La Croix                                          | CD                                                            | Prophecy Productions, Auerbach Tonträger |
| 2011 | The Cruellest Month                               | CD                                                            | Auerbach Tonträger                       |
| 2012 | Cupid & Death                                     | CD                                                            | Auerbach Tonträger                       |
| 2014 | Once Upon A Time                                  | CD                                                            | Auerbach Tonträger                       |
| 2018 | Necropolis                                        | CD                                                            | Auerbach Tonträger                       |

### Singoli e EP
| Anno | Titolo                                  | Formato                                     | Etichetta                                |
| ---- | --------------------------------------- | ------------------------------------------- | ---------------------------------------- |
| 1989 | ????!                                   | 12" con i Current 93 e gli Nurse With Wound | Yangki                                   |
| 1990 | Abbatoirs Of Love / The Summer Of Love  | 7" con i Current 93                         | Cerne                                    |
| 1991 | See The Dove Fall / Somewhere In Europe | 7"                                          | Shock                                    |
| 1992 | Looking for Europe                      | 7"                                          | World Serpent                            |
| 2000 | Eve                                     | 7"                                          | Tursa                                    |
| 2004 | Writ In Water                           | CD con i HaWthorn e i Sieben                | PREcordings                              |
| 2010 | The Bad Luck Bird                       | 7"                                          | Auerbach Tonträger                       |
| 2013 | Mr Cruel                                | 7"                                          | Prophecy Productions, Auerbach Tonträger |
| 2016 | The Last Man                            | 7"                                          | Prophecy Productions, Auerbach Tonträger |

### Compilation
| Anno | Titolo                        | Formato        | Etichetta          |
| ---- | ----------------------------- | -------------- | ------------------ |
| 1990 | Sol Veritas Lux               | CD             | S.V.L. Records     |
| 1998 | All Things Strange and Rare   | Compilation CD | Tursa              |
| 2003 | The Giddy Whirls of Centuries | Compilation CD | Tursa              |
| 2004 | The Angel                     | Compilation CD | Tursa              |
| 2011 | The Collected Works           | Compilation CD | Auerbach Tonträger |